# NGC 1373
NGC 1373 (другие обозначения — ESO 358-21, MCG -6-8-28, FCC 143, 1ZW 13, PGC 13252) — эллиптическая галактика (E) в созвездии Печь.
Этот объект входит в число перечисленных в оригинальной редакции «Нового общего каталога».
Галактика NGC 1373 входит в состав группы галактик NGC 1399. Помимо NGC 1373 в группу также входят ещё 41 галактика.
Возможно, NGC 1373 имеет бар, что нехарактерно для эллиптической галактики.